# Pulau Laut Selatan
Pulau Laut Selatan (indonez. Kecamatan Pulau Laut Selatan) – kecamatan w kabupatenie Kotabaru w prowincji Borneo Południowe w Indonezji.
Kecamatan ten leży w południowo-wschodniej części wyspy Laut na Cieśninie Makasarskiej. Od północy graniczy z kecamatanem Pulau Laut Timur, od zachodu z kecamatanami Pulau Laut Tengah i Pulau Laut Barat, a od południa z kecamatanem Pulau Laut Kepulauan.
W 2010 roku kecamatan ten zamieszkiwały 8 792 osoby, z których 100% stanowiła ludność wiejska. Mężczyzn było 4 499, a kobiet 4 293. 8 786 osób wyznawało islam.
Znajdują się tutaj miejscowości: Alle Alle, Labuan Mas, Sungai Bahim, Sungai Bulan, Tanjung Seloka, Tanjung Seloka Utara, Tanjung Serudung, Teluk Sirih.